# Gulfstream G550
Gulfstream G550 – amerykański samolot dyspozycyjny dalekiego zasięgu, który powstał jako zmodernizowana i unowocześniona wersja maszyny Gulfstream V. Zaprojektowany i zbudowany w wytwórni Gulfstream Aerospace Corporation. Samolot znalazł nabywców na rynku cywilnym oraz wojskowym.

## Historia
Prototyp samolotu, powstały na bazie seryjnego Gulfstream V, do swojego dziewiczego lotu wzniósł się 31 sierpnia 2001 roku. Rok później, 18 lipca 2002 roku oblatano pierwszy seryjny egzemplarz. Maszyna początkowo oznaczona została przez wytwórnię jako Gulfstream GV-SP, jednak 9 września 2002 roku, podczas odbywającej się w Orlando na Florydzie konferencji National Business Aviation Association ogłoszono zmianę dotychczasowego systemu nazewnictwa samolotów Gulfstreama, co z jednej strony miało na celu „odświeżenie” marki, a z drugiej strony miało pokazać potencjalnym odbiorcom, iż mają do czynienia z całkowicie nową generacją samolotów wytwórni. Tym samym Gulfstream GV-SP stał się samolotem znanym jako Gulfstream G550. G550 otrzymała certyfikat typu amerykańskiej Federal Aviation Administration 14 sierpnia 2003 roku. Równolegle wytwórnia rozwijała projekt oznaczony jako G500, który charakteryzował się mniejszym zasięgiem i w odróżnieniu od wersji G550, brakiem systemu Enhanced Vision System (EVS). G500 nie znalazł nabywców na rynku samolotów dyspozycyjnych i wyprodukowano zaledwie dziesięć egzemplarzy. W maju 2003 roku, wytwórnia uhonorowana została przyznawaną przez amerykańską organizację National Aeronautic Association nagrodą Colliera (Collier Trophy). Uznano w ten sposób innowacyjność zastosowanych w modelu G550 rozwiązań technicznych. W tym samym roku samolot po raz pierwszy wszedł do służby. G550 może przewozić na swoim pokładzie do osiemnastu pasażerów w każdych warunkach atmosferycznych w dzień i w nocy. Od 2003 roku G550 zastąpił na liniach montażowych wytwórni samoloty GV. Daleki zasięg samolotu umożliwił mu niespełna dwa tygodnie po wejściu do służby ustanowienie światowego rekordu czasu przelotu z Seulu do Orlando. Maszyna pokonała 13 500 km w czasie 14,5 godziny. Obok użytkowników cywilnych samolot znalazł zastosowanie w siłach powietrznych. United States Air Force wykorzystuje samoloty G550 pod oznaczeniem C-37B do przewozu osób w standardzie VIP. Obok przewozów VIP, maszyny wykorzystywane są do realizowania misji ewakuacji medycznej, rozpoznania, zwiadu, badań atmosferycznych, wczesnego ostrzegania i zadań patrolowych w siłach powietrznych wielu krajów. W maju 2015 roku wytwórnia przekazała odbiorcy pięćsetny egzemplarz samolotu. W 2021 roku ma zostać przekazany odbiorcy ostatni, zamówiony 17 czerwca 2020 roku komercyjny G550 a produkcja modelu zostanie zakończona. W ciągu swojej kariery G550 ustanowił 55 rekordów prędkości. Wytwórnia wyprodukowała ponad 600 maszyn G550.

## Konstrukcja

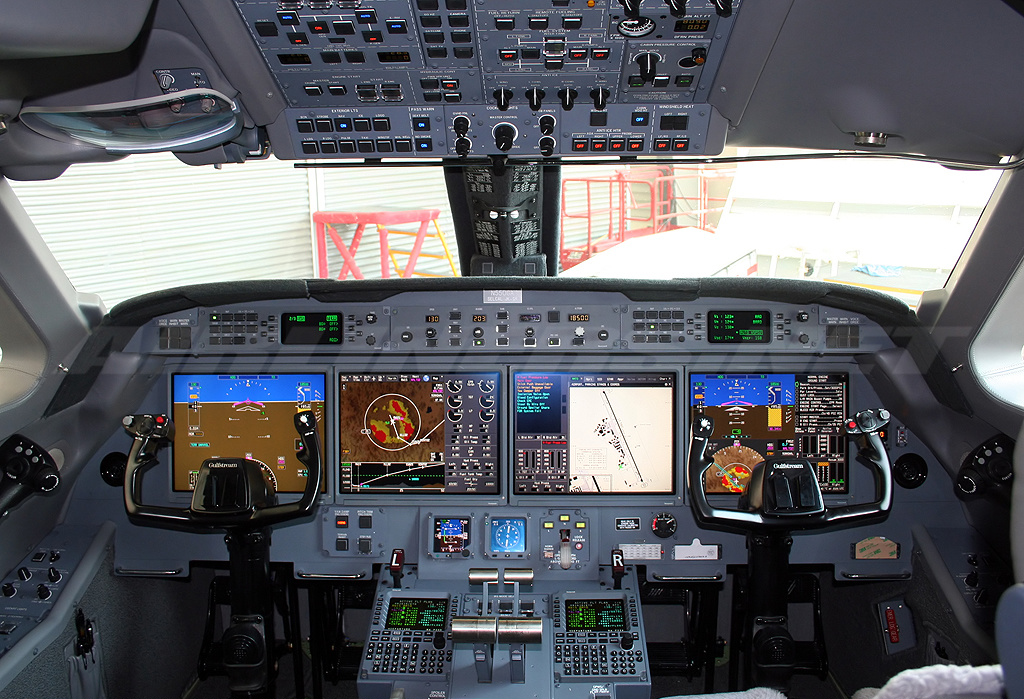
Kabina załogi G550

G550 jest metalowym dolnopłatem z usterzeniem w kształcie litery T, chowanym, trójzespołowym podwoziem z przednim podparciem, napędzanym dwoma silnikami turbowentylatorowymi. Pasażerowie mają do dyspozycji kabinę o długości 13,39 m, szerokości 2,24 m i maksymalnej wysokości 1,88 m. Wyposażenie kabiny pasażerskiej może być skonfigurowane w zależności od wymagań zamawiającego. Dwa silniki Rolls-Royce BR710 wyposażone są w system FADEC (Full Authority Digital Engine (lub Electronics) Control) zapewniający ich w pełni cyfrowy, elektroniczny system sterowania, a tym samym poprawiający efektywność ich pracy. Załoga samolotu ma do dyspozycji awionikę PlaneView firmy Honeywell. Wszelkie niezbędne do prawidłowego przebiegu lotu i sterowania samolotem informacje wyświetlane są na czterech wielofunkcyjnych wyświetlaczach MFD. W standardowym wyposażeniu znajduje się również system rozszerzonej widoczności EVS, sprzężony z wyświetlaczem przeziernym HUD. Rozwijany od 2001 roku system swoje zastosowanie znalazł po raz pierwszy w samolocie G550. System, którego podstawą jest umieszczona w dziobie samolotu kamera termowizyjna, umożliwia wyświetlanie obrazu z kamery na wyświetlaczu HUD. W znaczący sposób poprawia to warunki pracy pilotów podczas startów i lądowań wykonywanych w warunkach ograniczonej widoczności. Dwusilnikowy G550 posiada certyfikat ETOPS 180, umożliwiający mu loty w odległości do 180 minut od najbliższego zapasowego lotniska, w przypadku awarii jednego z silników.

## Wersje wojskowe
- C-37B - oznaczenie G550 w wersji VIP w służbie United States Air Force, zakupiono trzy sztuki.
- Tp 102D - wersja przeznaczona dla Szwedzkich Sił Powietrznych. Maszyna przeznaczona do przewozu osób o statusie VIP, w tym członków rodziny królewskiej. Należy do 72. transport- och specialflygdivision (72. Eskadra Lotnicza) wchodzącej w skład F 7 Såtenäs (Skrzydło Lotnicze Skaraborg)[5].
- Joint STARS – w styczniu 2014 roku US Air Force ogłosiły założenia programu JSTARS Recap (reakpitulacja). Program zakładał pozyskanie następcy samolotu Northrop Grumman E-8 Joint STARS nie w oparciu o dalszą modernizację istniejących i będących w służbie maszyn ale o konwersje istniejących już  dostępnych już samolotów dyspozycyjnych. Dzięki takiemu rozwiązaniu Siły Powietrzne miały wejść w posiadanie samolotu zdecydowanie tańszego w eksploatacji a zarazem bardziej elastycznego w użyciu. W sierpniu 2014 roku Siły Powietrzne wyłoniły trzy zespoły, które miały podjąć prace nad następcą E-8 w ramach tzw. fazy pre-EMD (fazy przed inżyniersko-produkcyjno-rozwojowej). W ramach owej fazy, zespoły miały zaprezentować siłom powietrznym prototypy swoich konstrukcji. Lockheed Martin, Raytheon i Bombardier, działając w ramach jednego zespołu, oparły swój projekt o samolot Bombardier Global Express 6000. Boeing opierając się na sprawdzonej w tego typu modyfikacjach konstrukcji, zaproponował Boeinga 737-700. Northrop Grumman oraz L3 Technologies wybrały Gulfstreama G550 jako platformę, na bazie której ma zostać zbudowany potencjalny następca samolotu Northrop Grumman E-8 Joint STARS dla United States Air Force, wstępnie brano również pod uwagę model Gulfstream G650[6][7].
- EC-X/EC-37B - 7 września 2017 roku (8 września[7]), US Air Force poinformowała, iż zwycięzcą w programie EC-X, znalezienia następcy dla samolotów Lockheed EC-130H Compass Call, została firma L3 Technologies. Maszyny Compass Call są samolotami realizującymi zadania walki radioelektronicznej, wykorzystywane do prowadzenia nasłuchu i zakłócania łączności radiowej a w Iraku i Afganistanie, blokowania sygnałów radiowych wykorzystywanych do zdalnego odpalania ładunków wybuchowych. Potrzebne do realizacji tego typu misji wyposażenie, poddawane modernizacji jest nowe i spełnia oczekiwania sił powietrznych. Inaczej przedstawia się sytuacja z nosicielami wyposażenia, samolotami EC-130, wyeksploatowanymi, mającymi za sobą około 35 lat służby. W ramach programu EC-X, firma L3 Technologies przystosuje do realizacji zadań Compass Call samoloty Gulfstream G550. Nowe platformy mają otrzymały oznaczenie EC-37B[8][7]. 12 września 2023 roku koncern BAE Systems poinformował o dostarczeniu US Air Force pierwszego egzemplarza EC-37B z dziesięciu zamówionych samolotów. Pierwsza maszyna posłuży do przeprowadzenia testów i prób[9][10].
- RQ-37 - niezrealizowana wersja bezzałogowa, zaoferowana amerykańskiej marynarce w ramach ogłoszonego przez nią programu Broad Area Maritime Surveillance (BAMS). Ostatecznie US Navy wybrała Northrop Grumman MQ-4C Triton[7][11].
- MC-55A Peregrine - cztery samoloty zakupione przez Royal Australian Air Force. O nabyciu poinformowali wspólnie australijski Minister Obrony i Minister Przemysłu Obronnego 17 marca 2019 roku. Maszyny mają realizować zadania rozpoznania elektromagnetycznego[12].

## G550 jako samoloty rządowe
31 sierpnia 2016 roku Ministerstwo Obrony Narodowej ogłosiło rozpoczęcie dwóch postępowań na zakup dwóch „małych” i trzech „średnich” samolotów do transportu VIP, które opublikowano 2 września 2016 roku. 14 października 2016 roku ujawniono dwie oferty, które wpłynęły na samoloty małe: Dassault Falcon 7X francuskiej firmy Dassault Aviation i Gulfstream G550 amerykańskiej Gulfstream Aerospace Corp. (należącej do General Dynamics). Obie konstrukcje mogły pomieścić 16 pasażerów i pozwalały na loty transatlantyckie bez międzylądowania. Oferta Dassault kosztowała 453,4 mln PLN netto, a dostawy mogły odbyć się w 2018 roku (wymogiem formalnym były dostawy w 2017 roku), natomiast Gulfstream wycenił ofertę na 440,5 mln PLN z dostawami w 2017 roku. 21 października 2016 roku ogłoszono wybór samolotu amerykańskiego. 14 listopada 2016 roku Inspektorat Uzbrojenia podpisał z Gulfstream Aerospace kontrakt o wartości 440,5 mln PLN netto (538 mln PLN brutto) na dwa G550 (wraz z pakietem logistycznym, dokumentacją i szkoleniem) z terminem dostaw do 15 sierpnia 2017 roku. Ze strony polskiej kontrakt podpisał Szef Inspektoratu Uzbrojenia MON gen. bryg. Adam Duda, a ze strony amerykańskiej Jeffrey Crosby. Zasięg G550 wynosi od 8334 km z 14 pasażerami przy prędkości M0,85 do 10 tys. km z ośmioma pasażerami przy prędkości M0,8. Samoloty wyposażono w system transmisji ACARS, urządzenia łączności satelitarnej (SATCOM), układ polepszający widoczność w niesprzyjających warunkach atmosferycznych (EVS), wyświetlacz przezierny (HUD), system identyfikacji swój-obcy (IFF) Mark XIIA oraz elektroniczne pomoce nawigacyjne (EFB). Aby była możliwa realizacja kontraktu w zaledwie 10 miesięcy producent wybrał samoloty o nr seryjnych 5547 (oblatany 5 października 2016) i 5554 (oblatany 21 grudnia 2016), których produkcja rozpoczęła się w 2015 roku. 
5 stycznia 2017 roku zakończono produkcję obydwu przeznaczonych dla Polski samolotów. Dzień później, obydwie maszyny s/n 5547 oraz s/n 5554 uroczyście wytoczono z hali montażowej w Savannah, Georgia w obecności polskiej delegacji. Dla samolotu o numerze s/n 5547 była to już druga tego typu uroczystość. 11 stycznia 2017 samolot przebazowano do Appleton, Wisconsin w celu wykończenia jego wnętrza, 18 stycznia dołączył do niego egzemplarz sn 5554. W marcu 2017 zaprezentowano samolot z numerem bocznym 0002 w tradycyjnym rządowym malowaniu z szachownicą. 26 maja 2017 rozstrzygnięto konkurs na patronów samolotów nowej floty dla VIP, pierwszy G550 o numerze bocznym 0001 otrzymał nazwę "Książę Józef Poniatowski", a drugi "Generał Kazimierz Pułaski". 21 czerwca 2017 w 1 Bazie Lotnictwa Transportowego w Warszawie wylądował i został formalnie odebrany pierwszy G550 o numerze 0001. W tym samym dniu maszyna formalnie otrzymała imię "Książę Józef Poniatowski". Matką chrzestną samolotu została Halina Łabonarska. Do dnia przybycia drugiego egzemplarza, pierwszy spędził w powietrzu prawie 140 godzin. Maszyna lądowała na większości lotnisk cywilnych i wojskowych w kraju oraz odbywała przeloty do Stanów Zjednoczonych i po Europie. Były to loty o charakterze szkoleniowym, mającym na celu zaznajomienie załóg z procedurami lotów międzykontynentalnych i w europejskiej przestrzeni powietrznej. 26 lipca 2017 roku drugi G550 został formalnie odebrany przez Inspektorat Uzbrojenia Ministerstwa Obrony Narodowej a 29 lipca 2017 przybył on do WZL nr 2 w Bydgoszczy. Samolot o numerze 0002 przybył z Bermudów, gdzie przeszedł proces wyrejestrowania z amerykańskiego rejestru Federal Aviation Administration (posiadał rejestrację N554GD). W tym samym dniu w Bydgoszczy odbyła się uroczystość nadania imienia własnego maszynie "Generał Kazimierz Pułaski". Matką chrzestną samolotu została porucznik Magdalena Kozak, lekarz medycyny ratunkowej, uczestniczka dwóch zmian polskiego kontyngentu wojskowego w Afganistanie. W uroczystości obok zaproszonych gości, licznie wzięli udział również mieszkańcy Bydgoszczy. Wojskowe Zakłady Lotnicze otworzyły w tym dniu bowiem swoje podwoje dla zwiedzających. W maju 2017 roku WZL nr 2 podpisały z Gulfstreamem list intencyjny w sprawie utworzenia na terenie zakładów lokalnego centrum serwisowego maszyn G550. Pozwoli to wykorzystać bazę remontową bydgoskich zakładów również do obsługi G550 cywilnych operatorów. 17 listopada 2017 roku, G550 o numerze 0002 wykonał pierwszy operacyjny lot związany z transportem VIP. W locie do Paryża, maszyna przewiozła na swoim pokładzie sekretarza stanu w Ministerstwie Obrony Narodowej Bartosza Kownackiego.
G550 służą do transportu polityków i monarchów takich państw jak Arabia Saudyjska, Azerbejdżan, Kuwejt, Maroko, Nigeria, USA, Szwecja, Tanzania, Turcja i Uganda. Izrael, Singapur i Włochy wykorzystują samoloty w wersjach specjalistycznych wczesnego ostrzegania lub rozpoznawczej ELINT.